# FAM72D
FAM72D (англ. Family with sequence similarity 72 member D) – білок, який кодується однойменним геном, розташованим у людей на 1-й хромосомі. Довжина поліпептидного ланцюга білка становить 149 амінокислот, а молекулярна маса — 16 688.
| 10         |  | 20         |  | 30         |  | 40         |  | 50         |
| ---------- |  | ---------- |  | ---------- |  | ---------- |  | ---------- |
| MSTNICSFKD |  | RCVSILCCKF |  | CKQVLSSRGM |  | KAVLLADTEI |  | DLFSTDIPPT |
| NAVDFTGRCY |  | FTKICKCKLK |  | DIACLKCGNI |  | VGYHVIVPCS |  | SCLLSCNNRH |
| FWMFHSQAVY |  | DINRLDSTGV |  | NVLLRGNLPE |  | IEESTDEDVL |  | NISAEECIR  |

A: Аланін

C: Цистеїн

D: Аспарагінова кислота

E: Глутамінова кислота

F: Фенілаланін

G: Гліцин

H: Гістидин

I: Ізолейцин

K: Лізин

L: Лейцин

M: Метіонін

N: Аспарагін

P: Пролін

Q: Глутамін

R: Аргінін

S: Серин

T: Треонін

V: Валін

W: Триптофан